# Wasserturm Ludwigsburg-Fürstenhügel

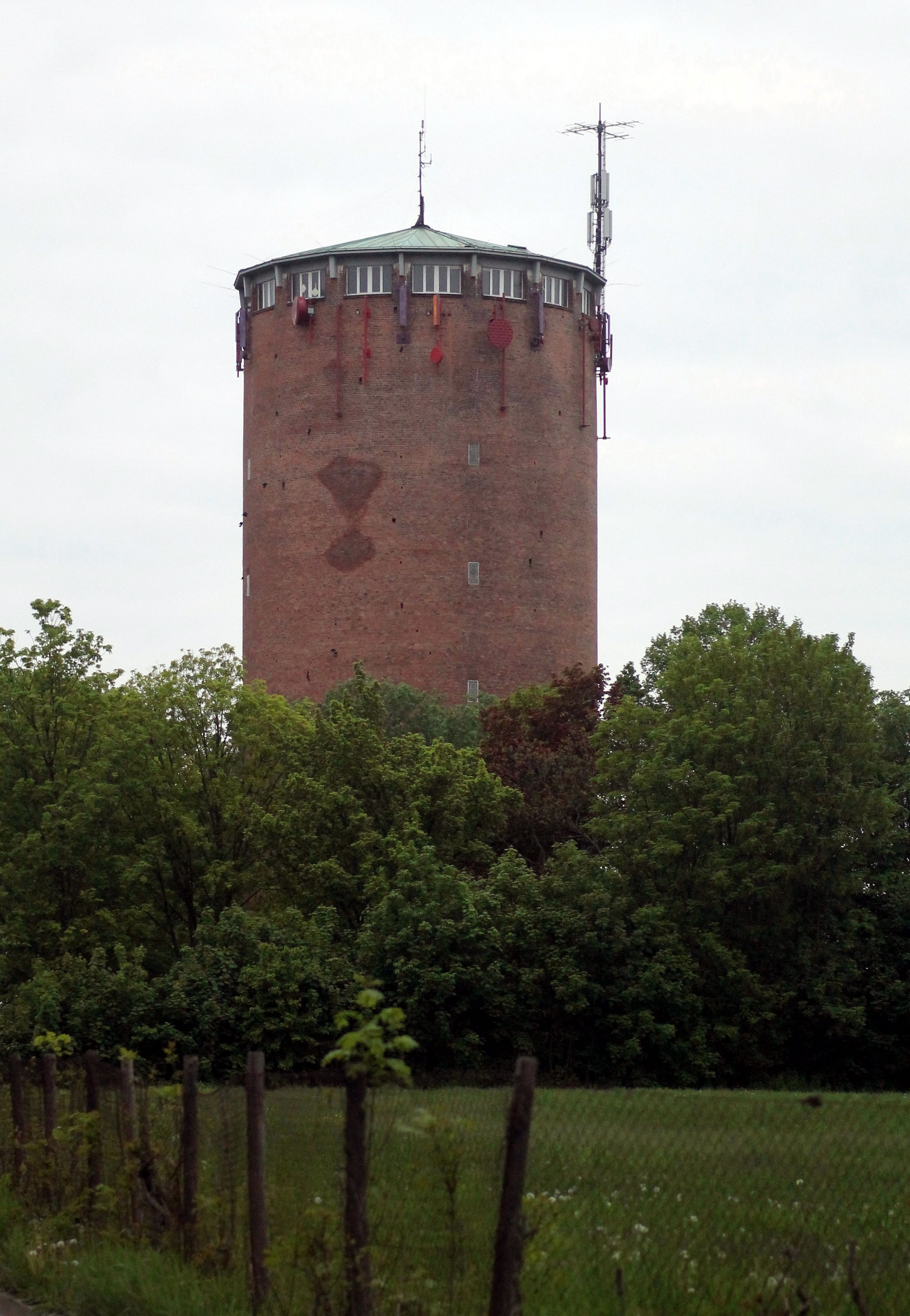
Der Wasserturm von Osten

Der Wasserturm Ludwigsburg-Fürstenhügel ist ein 40 Meter hoher Wasserturm neben dem Römerhügelweg im Süden von Ludwigsburg in Baden-Württemberg.

## Wasserturm
Der 1935 errichtete Backsteinturm hat ein Fassungsvermögen von 2.000 m³. Unterhalb des Turmes befinden sich weitere vier Trinkwasserbehälter. Die Behälter mit einem Fassungsvermögen von insgesamt 10.000 Kubikmetern wurden 1927 in Betrieb genommen, bzw. 1956 fertiggestellt.
Neben dem eigentlichen Zweck als Wasserturm dient er auch noch als Antennenträger von Mobilfunkdiensten und zur Verbreitung des Deutschlandfunk-Programms auf der UKW-Frequenz 94,1 MHz.
Zusammen mit der Neckarweihinger Laurentiuskirche und dem Steinbruch in Neckarrems bildet der Wasserturm ein Verbreitungsschwerpunkt der Dohle.

## Keltischer Großgrabhügel „Römerhügel“ mit Prunkgrab
An der Stelle des Wasserturms befand sich ein großer Grabhügel mit einem Durchmesser von 60 oder 80 Metern, seine Höhe betrug 6 Meter. Als im April 1877 der Hügel für den Bau eines Wasserbehälters teilweise abgetragen wurde, beobachtete der Geologe und Geschichtsforscher Oscar Friedrich von Fraas die Arbeiten. In der Hügelmitte stieß man in 5,5 Metern Tiefe auf eine Ansammlung von Feldsteinen, nachdem „acht bis zehn Wagen voll“ abgeräumt waren, kam eine hölzerne Grabkammer von 3,5 Metern Seitenlänge zum Vorschein.
An der Westseite wurde das Skelett eines Mannes mit goldenem Halsreif und Dolch gefunden, der in der ersten Hälfte bis Mitte des 6. Jahrhunderts v. Chr. beigesetzt worden war. In der restlichen Kammer wurden vier Bronzegefäße, die Reste eines vierrädrigen Wagens sowie zahlreiche Pferdegeschirrteile geborgen. 3 Meter nördlich entdeckte man eine größere Kammer von 4 Metern Seitenlänge, welche aber nicht aufgedeckt wurde, da sie über das Bauvorhaben hinausreichte. Aus der zweiten Grabstätte entnahm man lediglich aus der angegrabenen Seitenwand einen Goldblechstreifen, zwei keulenförmige Bernsteinplättchen, einen Dolchgriff und Bronzereste. Die Reste dieser Ausstattung aus importierten Gegenständen aus dem Mittelmeerraum sowie der gewaltige Hügelaufbau bezeugen den bedeutenden gesellschaftlichen Rang der Bestatteten, die ihren Fürstensitz auf dem 4 Kilometer entfernten Hohenasperg hatten.
Im Jahr 1926 wurde der Wasserbehälter nach Süden vergrößert, dabei trug man den verbliebenen Rest des Hügels ab. Dabei wurden 15 bis 16 Nachbestattungen aus der Mitte des 6. bis zur Mitte des 5. Jahrhunderts v. Chr. gefunden.